# جروش (المهرة)

تعديل مصدري - تعديل

جروش هي إحدى قرى عزلة جاذب بمديرية حوف التابعة لمحافظة المهرة، بلغ تعداد سكانها 29 نسمة حسب تعداد اليمن لعام 2004.